# Sky News
Sky News är en brittisk nyhetskanal som inledde sina sändningar 5 februari 1989 och som sedan den 6 maj 2010 sänder i HD. Kanalen ägs av Sky plc och har sedan starten distribuerats av svenska operatörer vilket gör att kanalen har bra spridning i Sverige främst i digitala nät. Nyhetsvärderingen görs uteslutande för en brittisk publik vilket gör att kanalen märkbart skiljer sig från BBC World News och CNN International som görs för en global publik. Trots detta har Sky News en stor internationell spridning. Sändningarna sker i HD-kvalitet med bildformatet 16:9 HD i Storbritannien. Den internationella versionen av kanalen som man bland annat når i Sverige, sänder i 16:9 SD där den brittiska reklamen ersätts med grafik och textrubriker.

## Kanalens historia
Sky News var Europas första nyhetskanal startad av Rupert Murdoch och hans bolag News Corp. De har även ett samarbete med BBC. Inspirationen kom från det amerikanska originalet CNN som ursprungligen enbart fanns i en amerikansk version. Sky News ägs av BSkyB och sänder från Osterley i västra delen av London, halvvägs mot Heathrow från centrala London, där cirka 650 medarbetare jobbar för kanalen. Sky News sänds i egna lokala versioner i Australien och Nya Zeeland men samsändningar med huvudkanalen förekommer under ett antal timmar varje dygn. Irländska Sky News har identiska tablåer med den brittiska versionen med undantag av att reklamen är lokal.
Sky News huvudkonkurrent på den brittiska marknaden är BBC:s dygnet runt-sändande nyhetskanal BBC News. BBC producerar två dygnet runt-sändande nyhetskanaler med olika geografiska målgrupper och med olika finansieringsmodeller. Den andra kanalen, som vänder sig till en internationell publik, BBC World News är reklam- och abonnemangsfinansierad och sänder enbart till tittare utanför Storbritannien, efter beslut i det brittiska parlamentet.
Under 1990-talet visade Sky News flera av de stora amerikanska nyhetsprogrammen från TV-nätverken NBC, ABC och CBS. Morgonprogrammen Today Show från NBC och Good Morning America från ABC visades regelbundet under dagtid, även konkurrenten This Morning från CBS visades under en period. Kvällsnyhetsprogrammen ABC World News och CBS Evening News från de amerikanska TV-nätverken har också visats, idag är enbart det sistnämnda kvar på kanalen nattetid.
Sky News har sedan 1989 sänt mer än 100 000 timmar med internationella nyheter. Nyheterna sänds varje timme hela dygnet, och når 80 miljoner tittare i 40 länder. I Nordamerika är kanalen inte tillgänglig efter ett principbeslut från ledningen för News Corp för att inte konkurrera med Fox News. Förutom den egna kanalen producerar Sky News nyhetssändningar för flera kommersiella radiostationer i Storbritannien samt den marksända kanalen FIVE:s nyhetssändningar. Dessa sker under dagtid och tidig kväll från en separat studio med egen grafik och i många fall egna reportrar.
Kanalen har de senaste åren valt att på ungefär årlig basis göra om sin grafik. Vid kanalens 20-årsjubileum den 5 februari 2009 lanserade kanalen ett uppdaterat grafikpaket och en ombyggd studio. Ett år senare, 2010, lanserades kanalens HD-studio och tillhörande grafik när kanalen gick över till HD-sändningar den 6 maj i samband med det brittiska valet.

## Sky News i Sverige
Svenska tittare kan se kanalen genom Com Hem och Canal Digitals programpaket. Versionen som visas till de nordiska länderna är i 4:3 till skillnad från den inhemska som visas i 16:9 och även finns i tillgänglig i HD. I Sverige och de övriga nordiska länderna har kanalen varit tillgänglig via kabelnät sedan starten 1989. I somliga nät ersattes den dock av BBC World News när den senare lanserades med en lägre distributionskostnad för operatörerna. Sky News sänds även okodad på flera satellitplattformar över Europa både i den inhemska versionen med brittisk reklam och den internationella varianten, nästan helt utan reklam, där de brittiska reklambrejken ersätts med grafik, nyhetsrubriker och väderkartor. Den inhemska feeden av kanalen går att se i Sverige med en parabolantenn riktad mot den brittiska Sky-plattformen på Astra-satelliten. HD-sändningarna är tillsvidare officiellt enbart tillgängliga inom Storbritannien.

## Internationella byråer
Sky News har byråer över hela världen, i vissa fall delas dessa med andra TV-bolag inom News Corporation.

### Storbritannien
- Belfast, Northern Irland
- Birmingham, England
- Bristol, England
- Edinburgh, Scotland
- Manchester, England
- Osterley, London (Headquarters), England
- Westminster, London, England

### Övriga världen
- Auckland, New Zealand (hos Sky News New Zealand)
- Peking, Kina
- Bryssel, Belgien
- Canberra, Australia (hos Sky News Australia)
- Dubai, Förenade Arabemiraten (Sedan mars 2009)
- Dublin, Irland (Hos Sky News Ireland)
- Hongkong, Kina
- Jerusalem, Israel
- Kapstaden, Sydafrika
- Tel Aviv, Israel
- Los Angeles (hos Fox News Channel)
- Melbourne, Australien (hos Sky News Australia)
- Moskva, Ryssland
- New Delhi, Indien
- New York (hos Fox News Channel)
- Sydney, Australien (hos Sky News Australia)
- Washington, D.C., USA (hos Fox News Channel)
- Seoul, Korea

### Officiella hemsidor
- SkyNews.com
- Sky News International (Presskontoret)
- Sky News på Youtube
- Skys presskontor för Sky News
- News på TV-kanalen five.tv

### Övriga hemsidor
- TV Newsroom
- Guide till hur man tar in Astra-satelliterna